# Catedral Metropolitana de Pelotas
A Catedral Metropolitana de Pelotas - São Francisco de Paula é um templo católico brasileiro, no qual se encontra a Cátedra da Arquidiocese de Pelotas, no município homônimo do estado do Rio Grande do Sul.
É dedicado a São Francisco de Paula.

## Histórico
Em 1813, o padre Felício da Costa Pereira tomou a iniciativa de se construir uma pequena capela, dedicada a São Francisco de Paula, cuja imagem de autoria desconhecida fora trazida da Colônia do Sacramento. Tratava-se de um pequeno santuário em alvenaria com duas águas e telhas de barro, de projeto simples sem torres nem sacristia. 

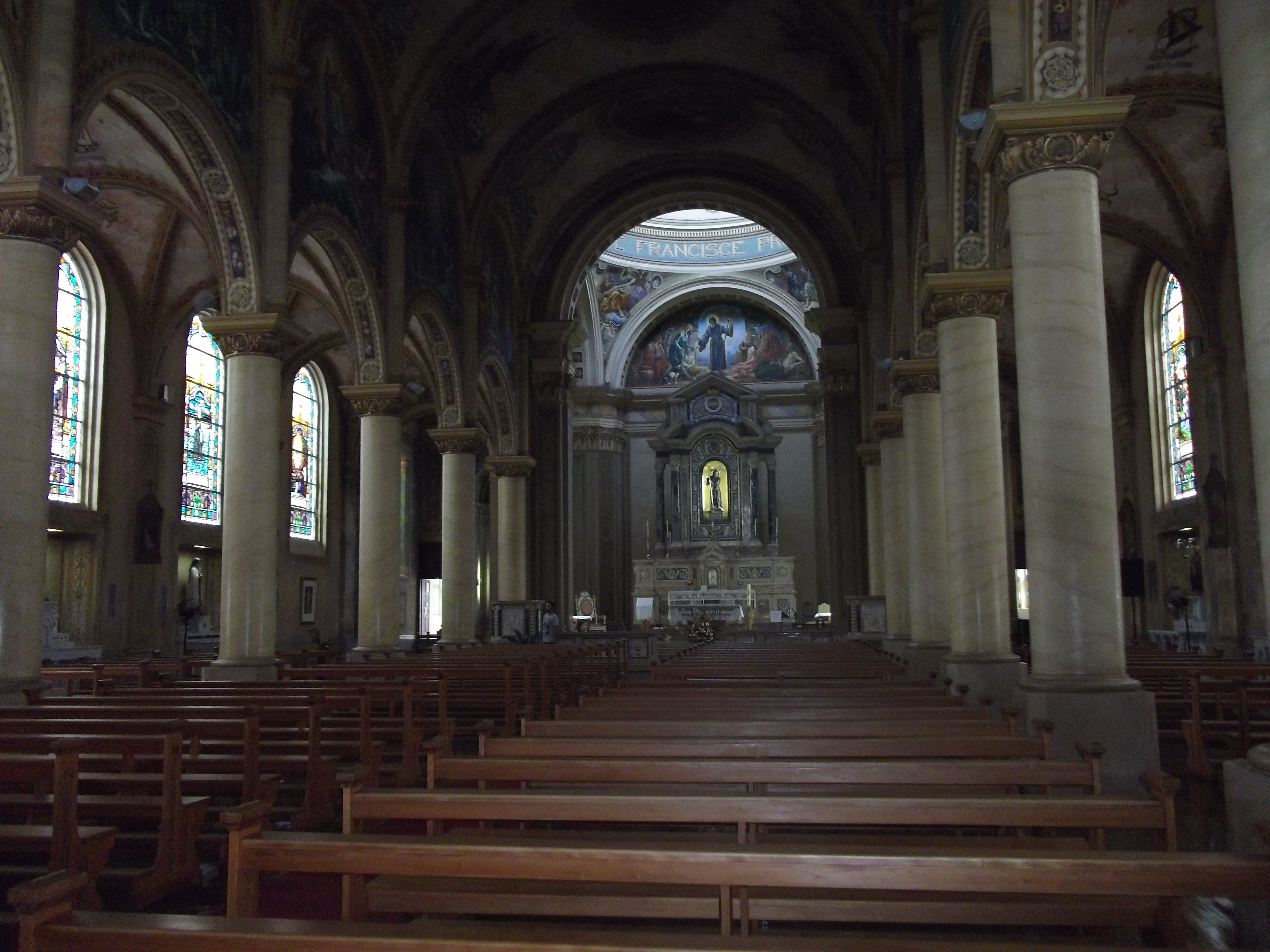
Interior da Catedral

No ano de 1826, um raio destruiu a capela, o que forçou a construção de um novo e mais espaçoso templo. Em 1846, o Imperador D. Pedro II lançou a pedra fundamental para a construção de um novo prédio, em outro local, que nunca chegou a ser concluído. Já na metade do século XIX, o templo apresentava a fachada atual, com pórtico e terraço, jogo de ordens superpostas, platibanda, duas torres de sino e duas cúpulas características.
Em agosto de 1910, o Papa Pio X assinou a Bula Papal, elevando a igreja à condição de Catedral. 
Em 1915, uma ampliação foi providenciada, anexando-se um prédio de dois pavimentos a fim de servir como salão de eventos. Em 1933, um novo aumento elevou a capacidade para 1,7 mil pessoas. As janelas laterais foram substituídas por vitrais com passagens bíblicas, estes doados por famílias locais.
A configuração atual veio entre 1947 e 1948, com a construção da cripta e da grandiosa cúpula. Os artistas italianos Aldo Locatelli e Emílio Sessa se encarregaram da decoração interna do templo, a convite de dom Antonio Zattera. Os estilos escolhidos pelo pintor foram o renascentista, na composição, perspectiva, “sfumato” (sombreados), maneirista, complexidade das posturas, graça, forma serpentinada, variedade dos aspectos do corpo, barroco, força na ação, combinação de luminosidade e dramaticidade, iluminação em diagonal.
Em 31 de agosto de 2011, o templo foi tombado pelo Instituto do Patrimônio Histórico e Artístico do Rio Grande do Sul, por meio da portaria 36/2011.

## Características
Em arquitetura barroca, sua área  construída é de 2.626,27 m² e capacitade para 1 700 pessoas. A Catedral de Pelotas conta com tribunas, cúpula, cripta, sacristias e duas torres (sul e norte) e capela-mor. Suas paredes externas e portas internas contam com vitrais.
Em 1948 foi inaugurada a decoração interna da catedral, realizada pelos artistas italianos Aldo Locatelli, Emilio Sessa e Adolfo Gardoni.
Destacam-se pinturas de três artistas italianos indicados pelo Papa João XXIII para a execução da obra, entre as quais a cúpula com pintura representando a apoteose de São Francisco de Paula, de Locatelli. Seus altares são de mármore italiano e os pisos em ladrilho hidráulico. Possui vitrais da Casa Genta, de Porto Alegre.

## Galeria de imagens

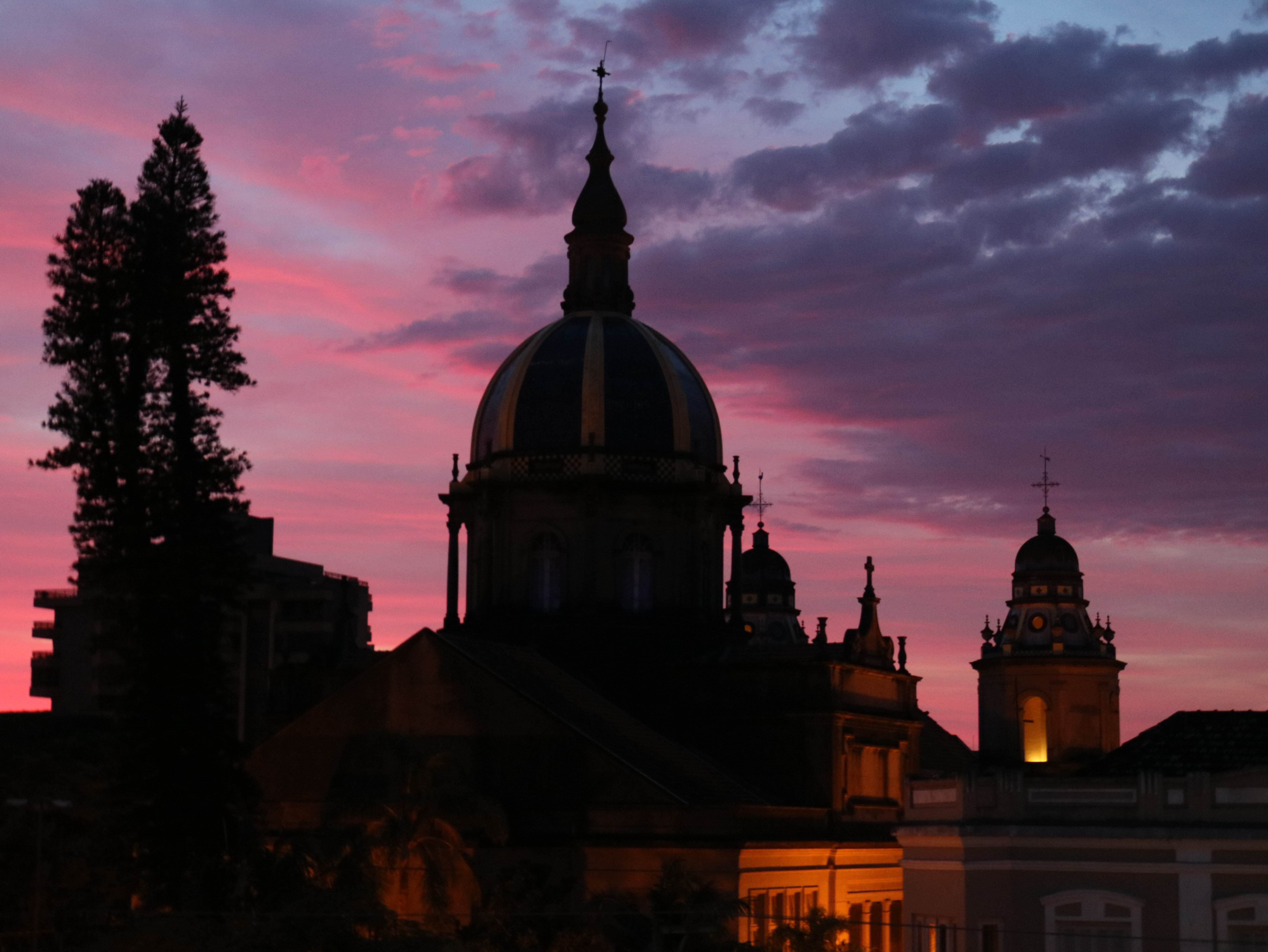
Vista externa
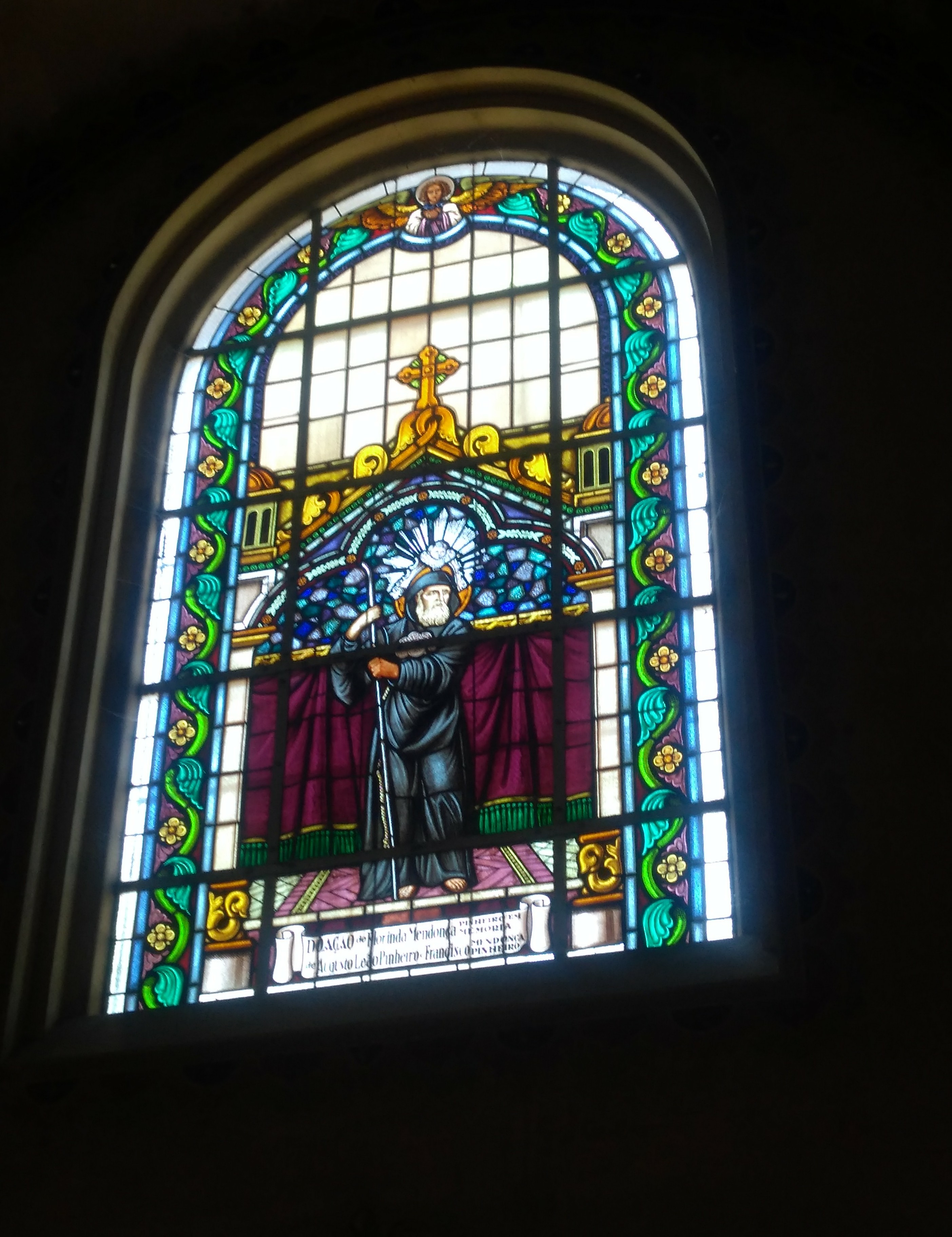
Detalhe de um dos vitrais
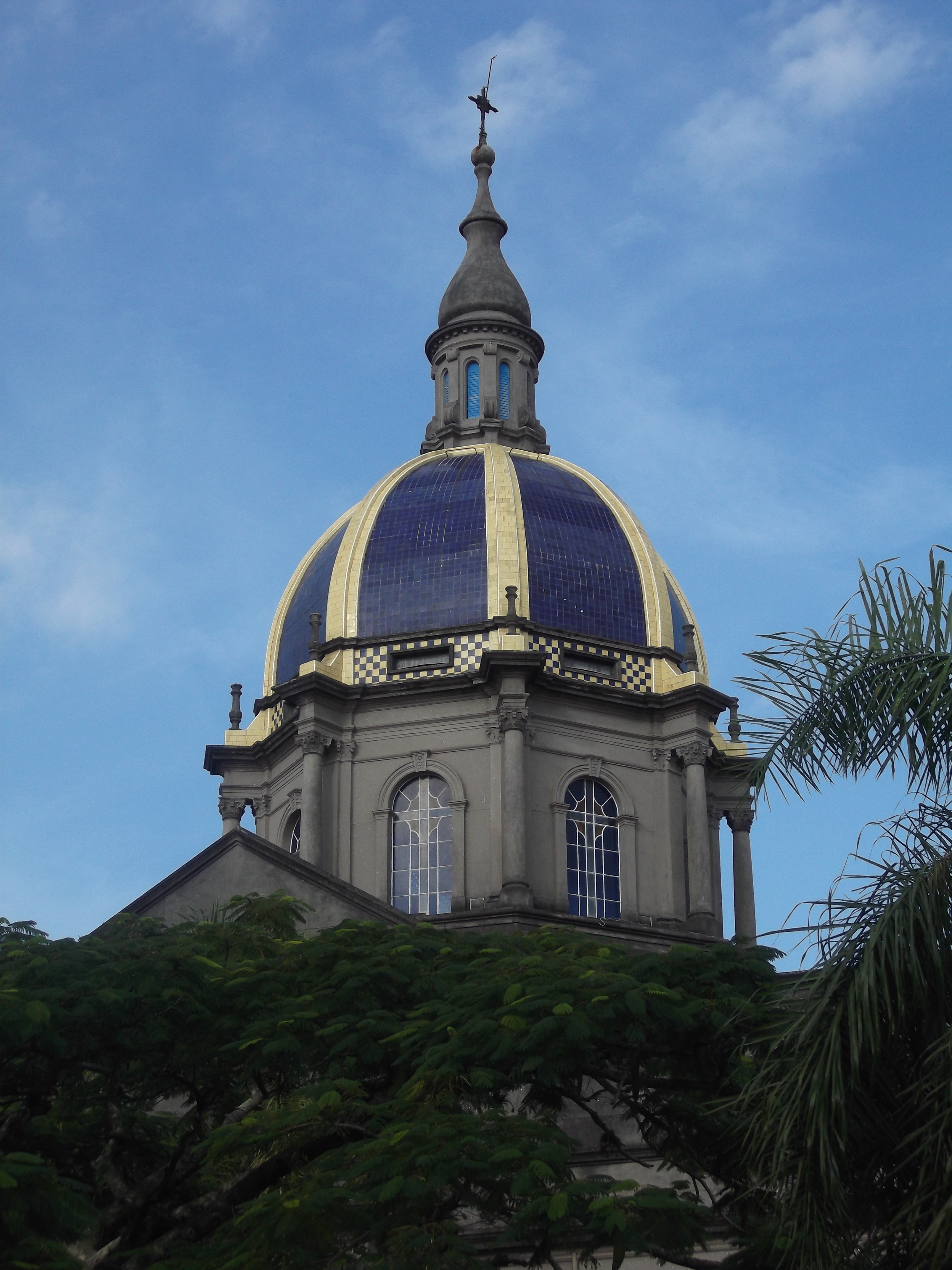
Cúpula
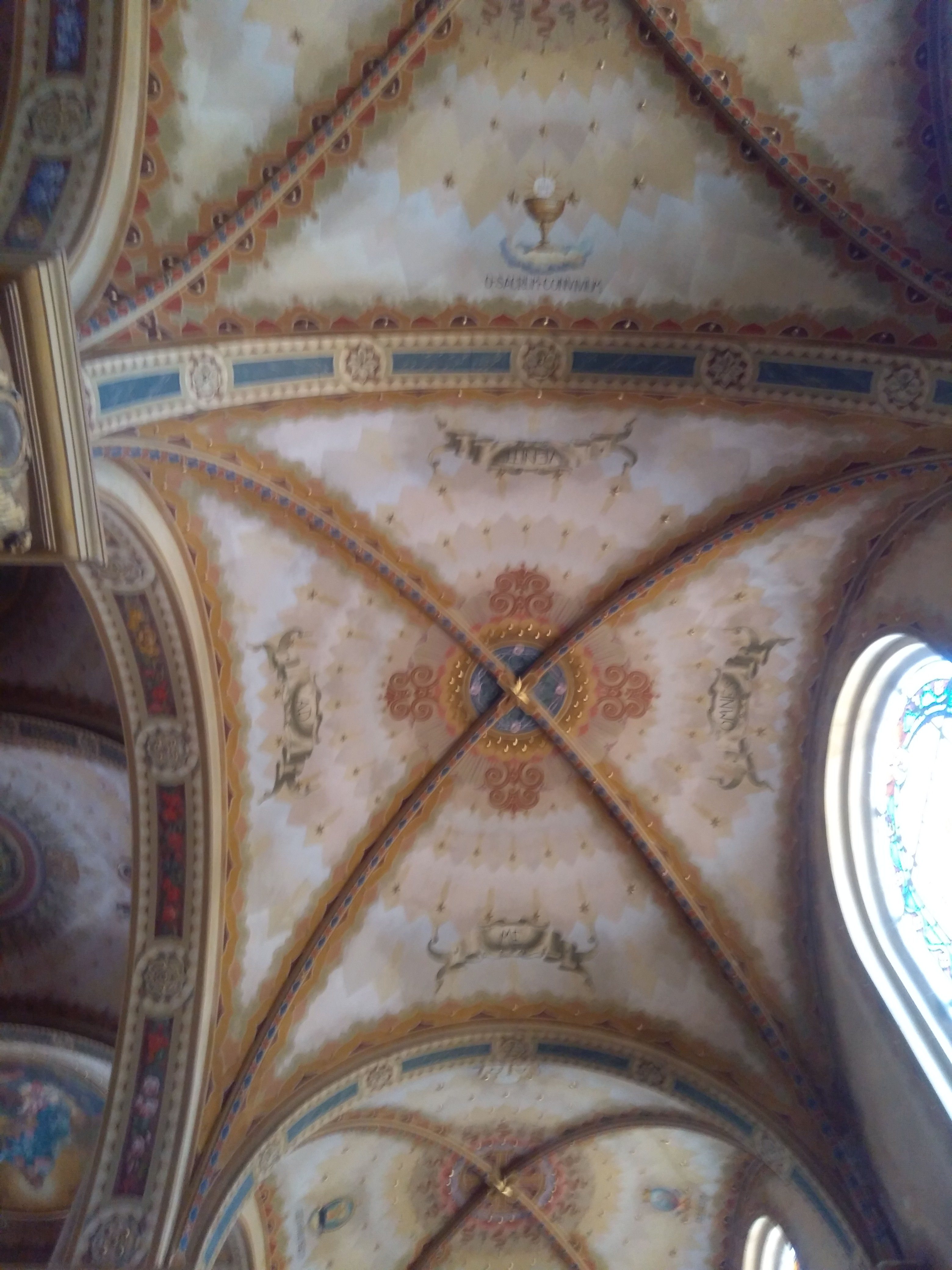
Abóboda
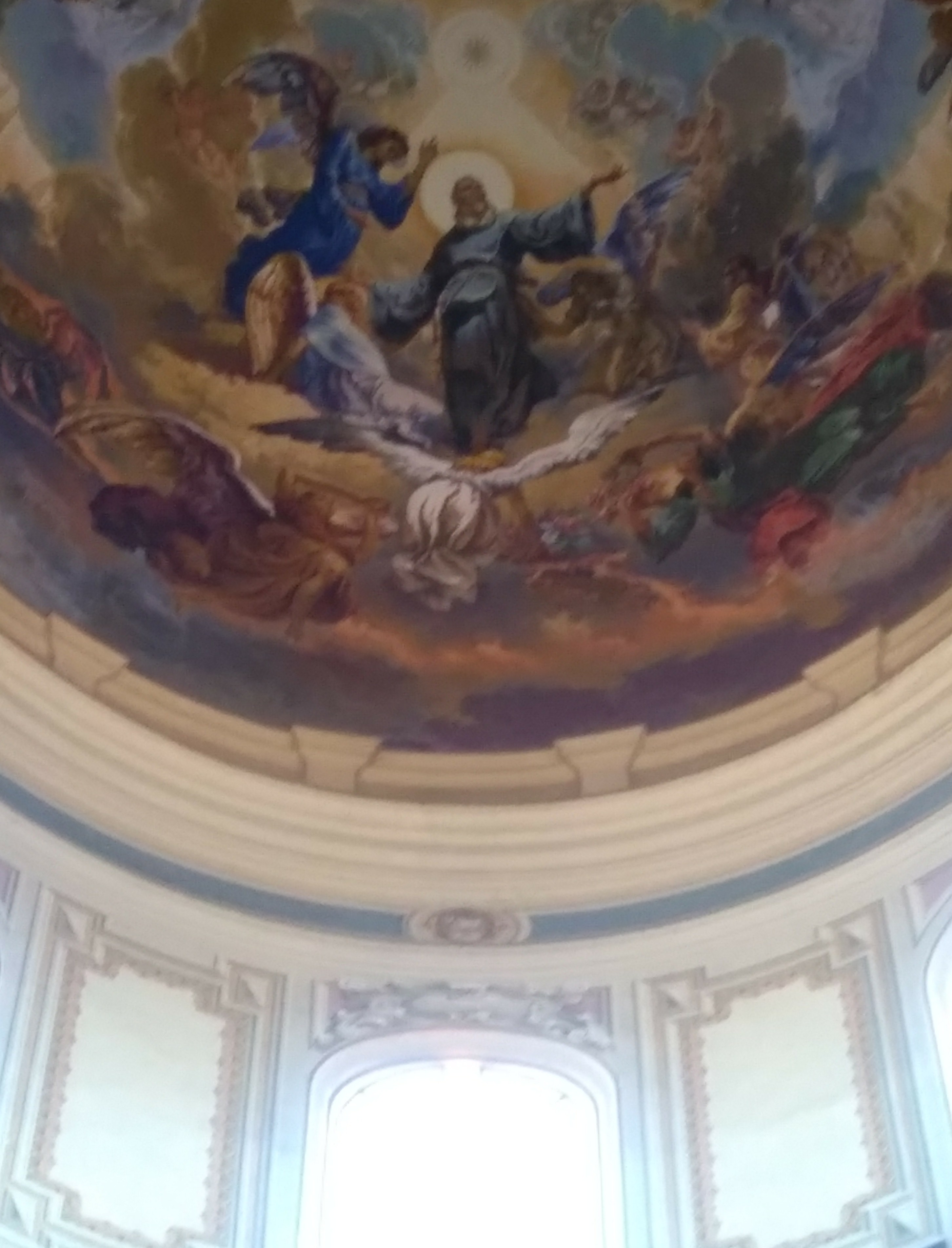
Detalhe da cúpula
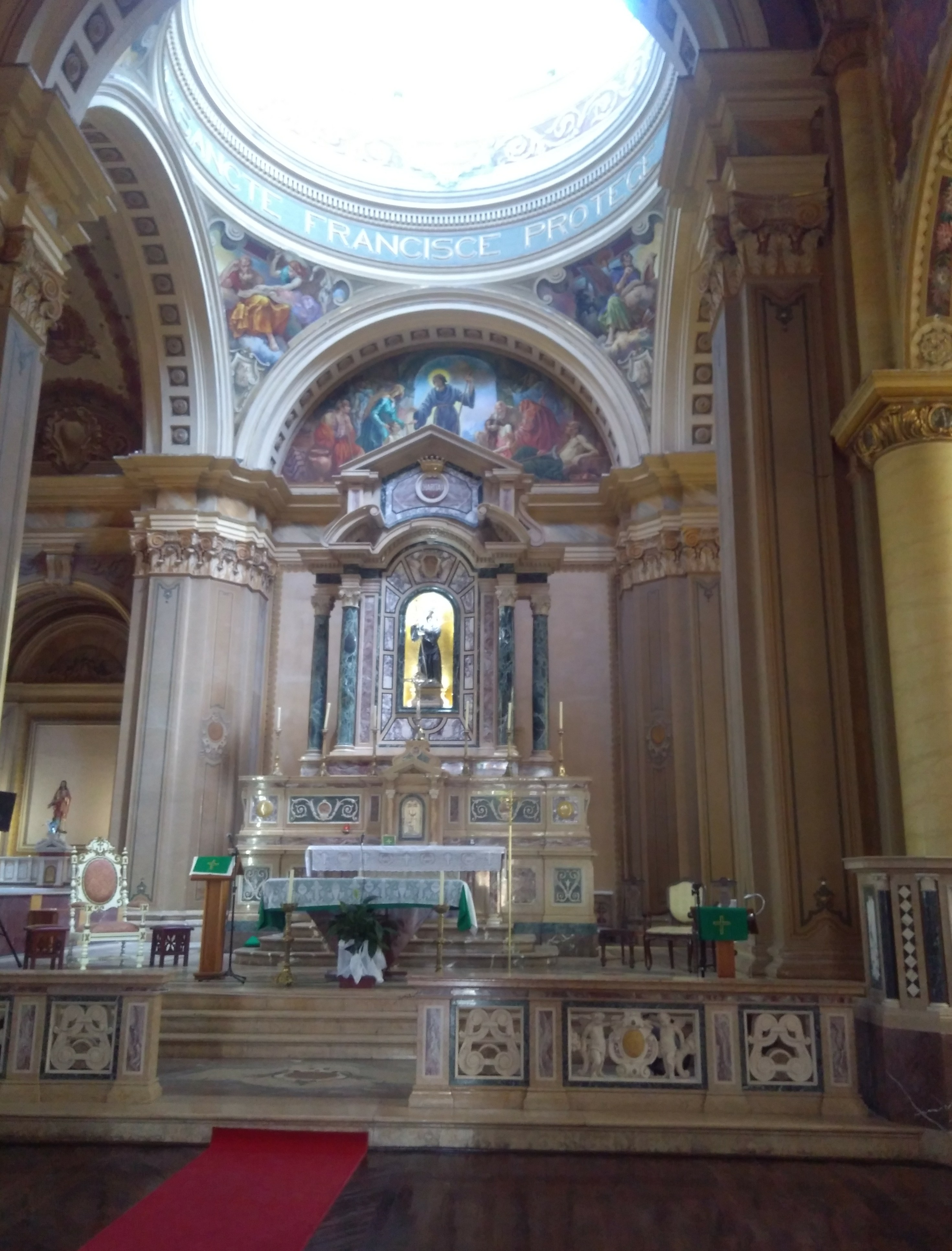
Presbitério e altar
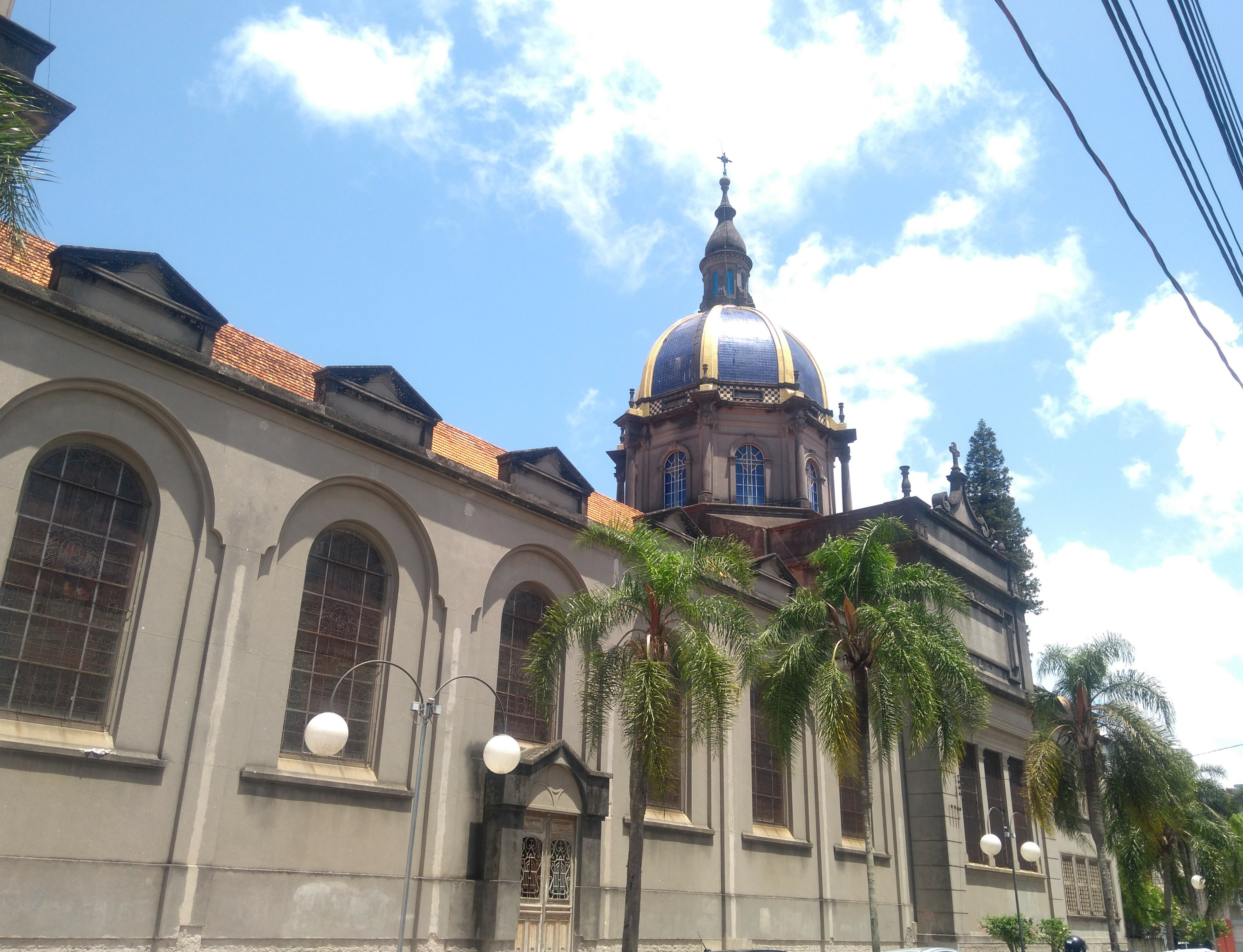
Vista lateral
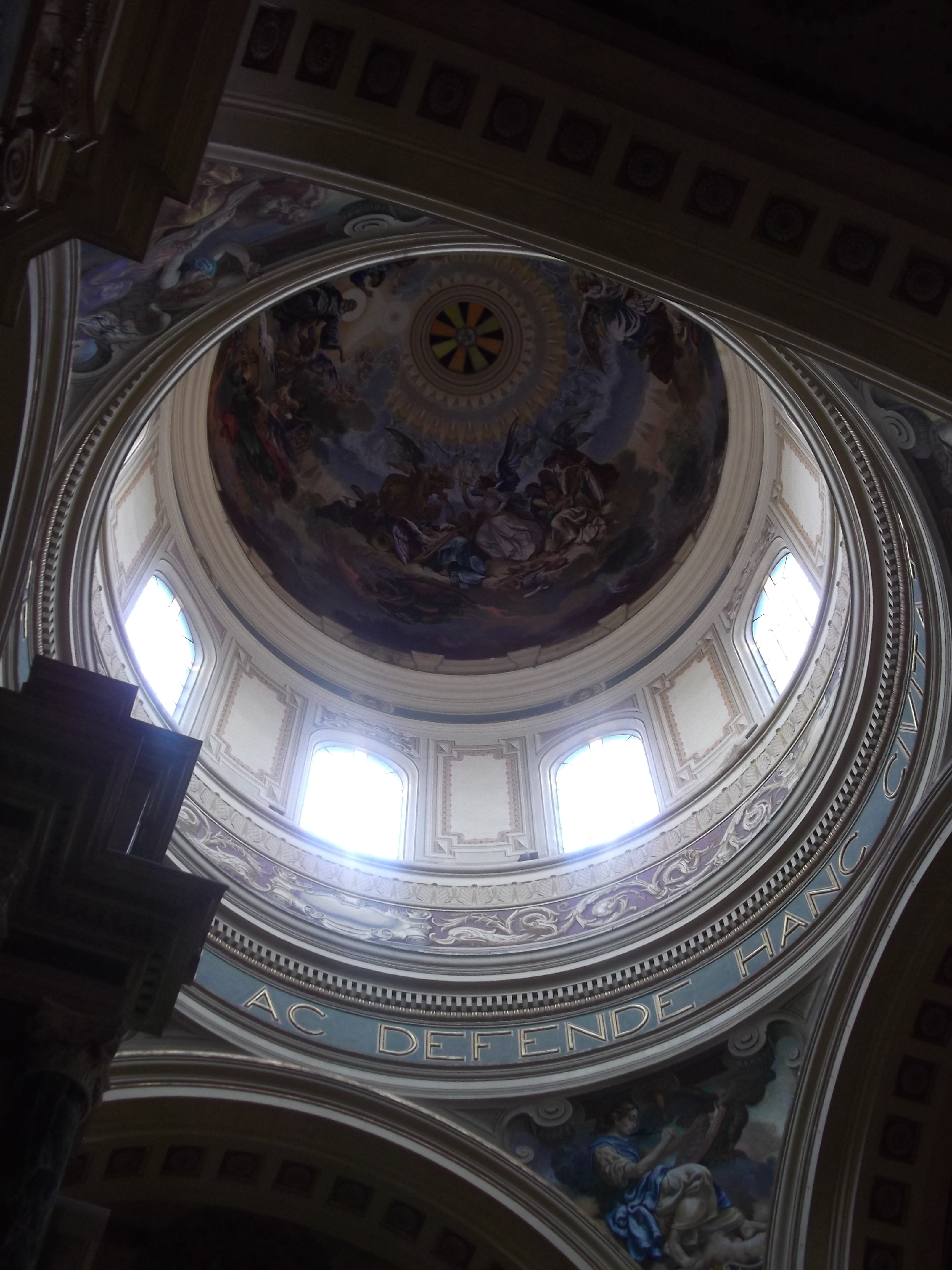
Cúpula
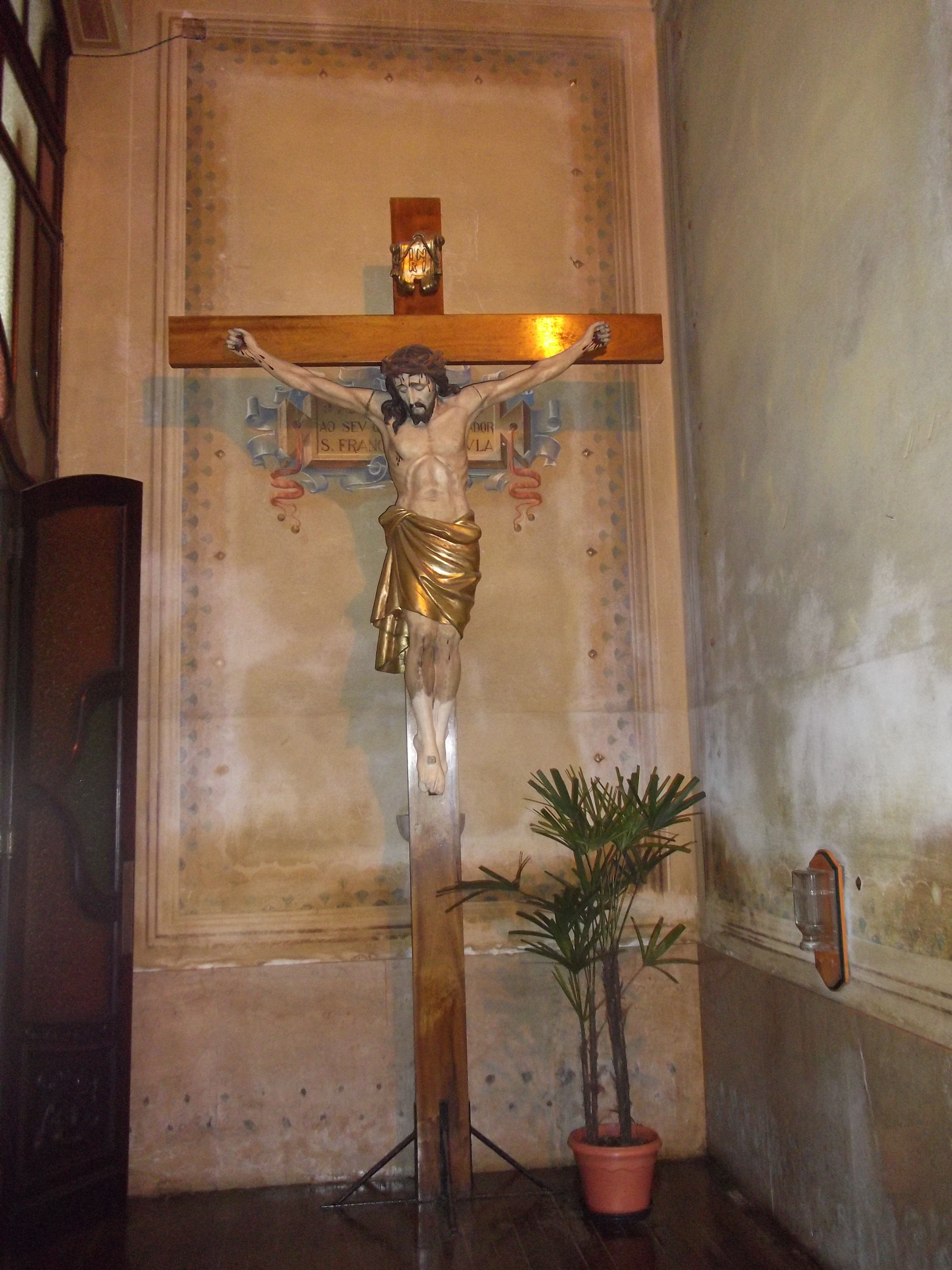
Adorno
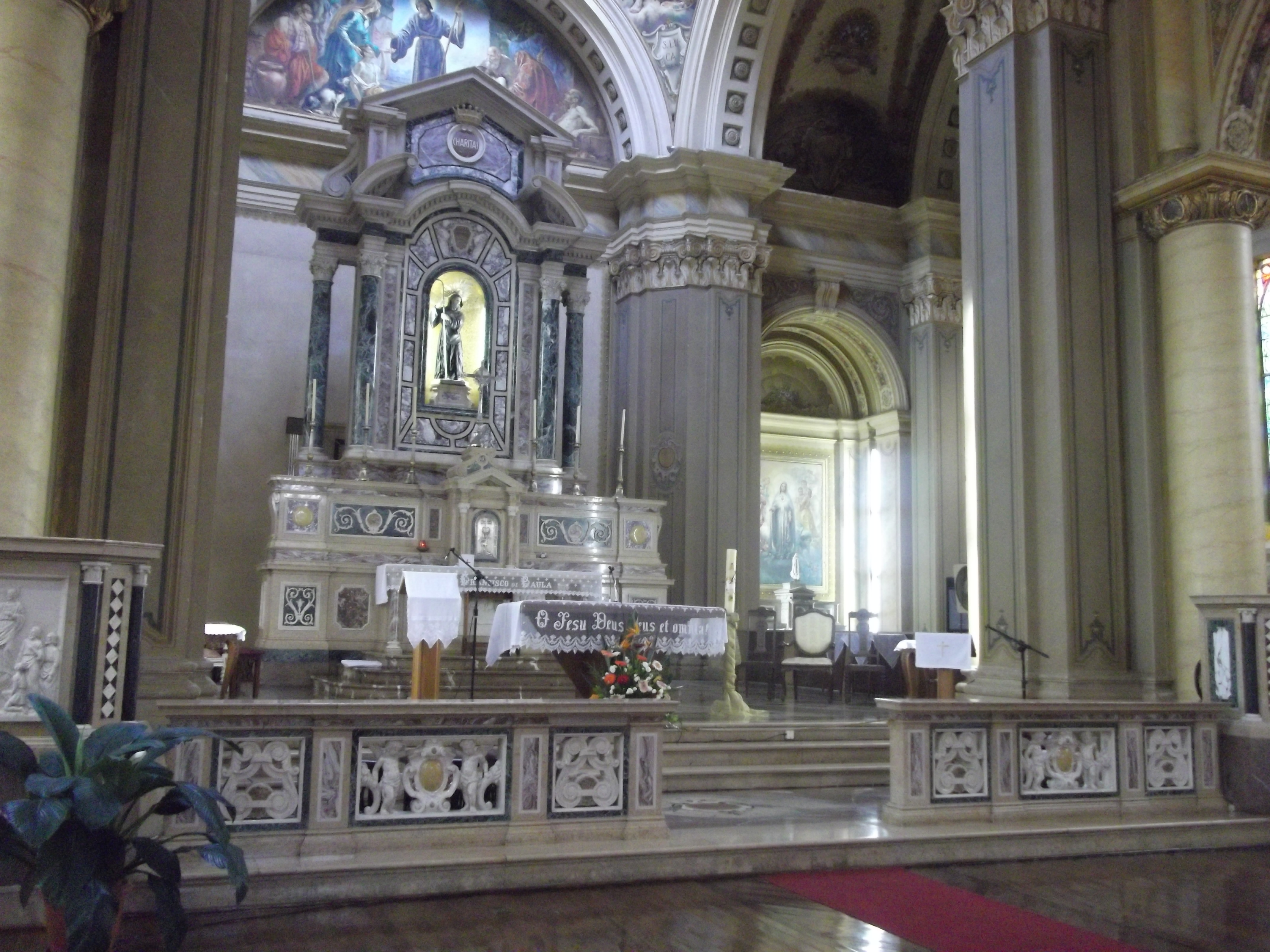
Presbitério e altar
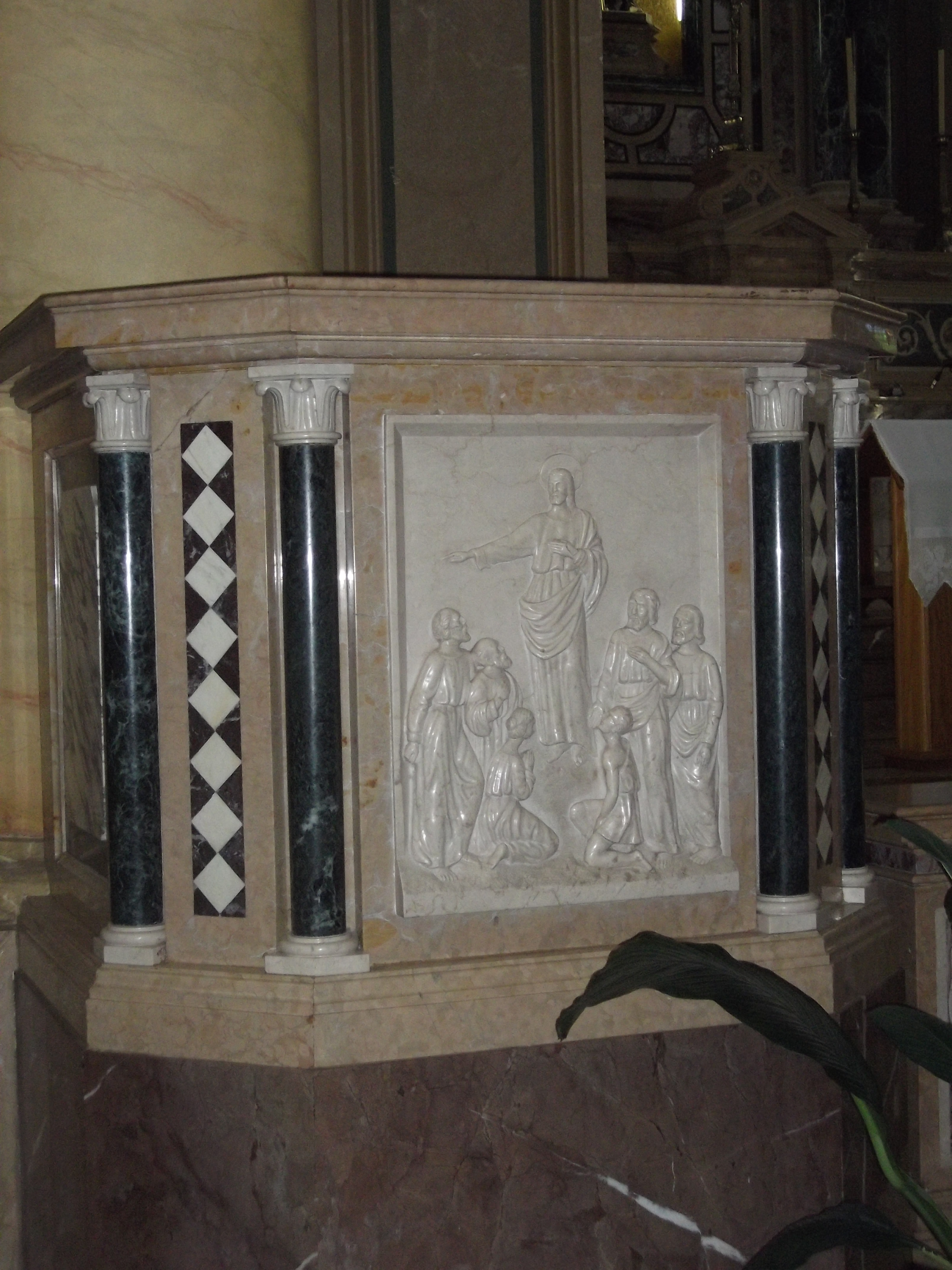
Detalhe interno